# Emperatriz consorte de Austria

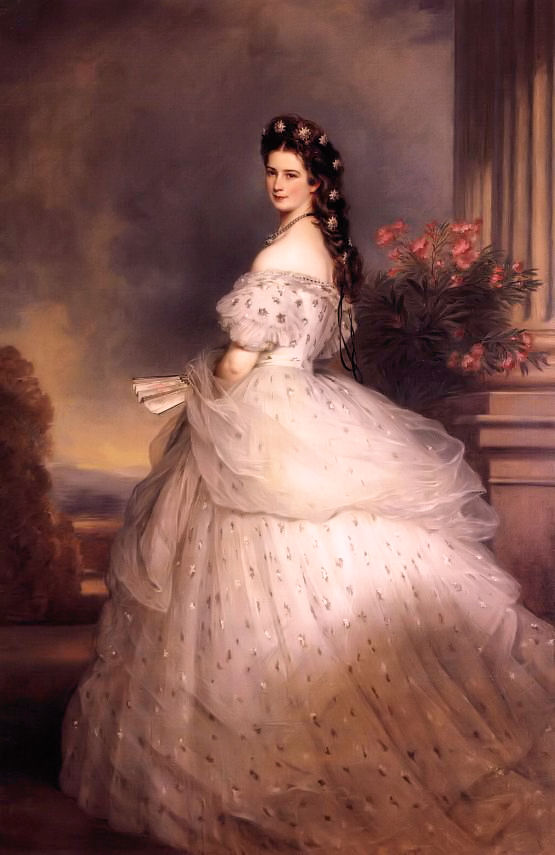
La emperatriz Isabel, "Sissi", por Francisco Javier Winterhalter.

Emperatriz consorte de Austria era el título utilizado por las esposas de los emperadores de Austria y del Imperio austrohúngaro.

## Lista de emperatrices consortes
- Emperatriz María Teresa, segunda esposa del Emperador Francisco fue princesa de las Dos Sicilias, emperatriz consorte del Sacro Imperio Romano Germánico, de 1792 a 1806; y la primera Emperatriz consorte de Austria de 1806 a 1807.

- Emperatriz María Luisa, hija del archiduque Fernando de Habsburgo-Este, Duque de Modena (1754-1806), uno de los hijos de María Teresa, gobernador de Lombardía y de la princesa María Beatriz de Este. Tercera esposa del Emperador Francisco.

- Emperatriz Carolina, Princesa de Baviera y del Palatinado, Condesa de Zwebrücken-Birkenfel-Bischweiler, emperatriz consorte de Austria de 1816 a 1835, conocida como Carlota de Baviera. Era hija de Maximiliano I de Baviera, Rey de Baviera, y de la Landgravina Augusta Guillermina de Hesse-Darmstadt. Cuarta esposa del emperador Francisco.

- Emperatriz Ana María, esposa del emperador Fernando, hija del rey Víctor Manuel I de Cerdeña y de su esposa, María Teresa de Austria. Famosa por la dedicación con que cuidó a su esposo tras su abdicación.

- Emperatriz Isabel, más conocida por el diminutivo "Sissi" (nacida Elisabetta Amalia Eugenia von Wittelsbach, Duquesa en Baviera), fue emperatriz de Austria (1854-1898) y reina de Hungría (1867-1898), como esposa del emperador Francisco José I de Austria. Su padre, el duque Maximiliano de Baviera perteneció a una dinastía de rama secundaria de los duques de Baviera y su madre, Ludovica, era hija del rey Maximiliano I de Baviera.

- Emperatriz Zita, hija de Roberto, duque de Parma y su segunda esposa, María Antonia de Portugal. Fue la última emperatriz y reina consorte de Austria-Hungría (1916-1918) como esposa de Carlos I de Austria y IV de Hungría. Entre sus ancestros más cercanos se encontraban varios reyes de las casas reinantes de España, Portugal y Francia.